# Chhawla
Chhawla é uma vila no distrito de South West, no estado indiano de Deli.

## Demografia
Segundo o censo de 2001, Chhawla tinha uma população de 9047 habitantes. Os indivíduos do sexo masculino constituem 57% da população e os do sexo feminino 43%. Chhawla tem uma taxa de literacia de 77%, superior à média nacional de 59,5%; a literacia no sexo masculino é de 83% e no sexo feminino é de 68%. 13% da população está abaixo dos 6 anos de idade.